# Robert Karaś
Robert Karaś (ur. 30 listopada 1988 w Elblągu) – polski triathlonista, od 2025 reprezentujący Bahrajn. Mistrz i rekordzista świata w Ultra Triathlonie na dystansie potrójnego Ironmana (2018) i podwójnego Ironmana (2017, 2019). Ambasador marki MY TO SUKCES (od września 2023), obecnie zdyskwalifkowany za doping (kara obowiązuje do 2033 roku).

## Osiągnięcia

### Mistrzostwa Świata Ultra Triathlon
Mistrz i rekordzista świata na dystansie pięciokrotnego Ironmana w 2021 roku (rekord świata pobił o 4 godziny 41 minut)
- Zawody: Quintuple Ultra Tri
- Miejsce: León (Meksyk)
- Organizator: IUTA (International Ultra Triathlon Association)
- Pływanie 19 km – 04:37:30 – średnie tempo 1:27 min/100 m
- Rower 900 km – 32:06:08 – średnia prędkość 28,04 km/h
- Bieg 211 km – 31:14:23 – średnie tempo 8:53 min/km
- Razem: 67 godzin 58 minut 1 sekunda

Mistrz i rekordzista świata na dystansie podwójnego Ironmana w 2019 roku (swój rekord z 2017 roku pobił o 1 godzinę i 4 sekundy)
- Zawody: Double Ultra Triathlon
- Miejsce: Poniewież (Litwa)
- Organizator: IUTA (International Ultra Triathlon Association)
- Pływanie 7,6 km – 01:46:54 – średnie tempo 1:24 min/100 m
- Rower 360 km – 09:55:01 – średnia prędkość 36,3 km/h
- Bieg 84,4 km – 07:00:48 – średnie tempo 4:59 min/km
- Razem: 18 godzin 44 minut 38 sekund

Mistrz i rekordzista świata na dystansie potrójnego Ironmana w 2018 roku (15-letni rekord świata pobił o 59 minut)
- Zawody: Triple Ultra Triathlon
- Miejsce: Lensahn (Niemcy)
- Organizator: IUTA (International Ultra Triathlon Association)
- Pływanie 11,4 km – 02:41:19 – średnie tempo 1:24 min/100 m
- Rower 540 km – 15:23:57 – średnia prędkość 35,07 km/h
- Bieg 126,6 km – 12:43:41 – średnie tempo 6:01 min/km
- Razem: 30 godzin 48 minut i 57 sekund

Mistrz i rekordzista świata na dystansie podwójnego Ironmana w 2017 roku (6-letni rekord świata pobił o 5 minut i 30 sekund)
- Zawody: Double Ultra Triathlon
- Miejsce: Emsdetten (Niemcy)
- Organizator: IUTA (International Ultra Triathlon Association)
- Pływanie 7,6 km – 01:47:30 – średnie tempo 1:24 min/100 m
- Rower 360 km – 10:33:45 – średnia prędkość 34,08 km/h
- Bieg 84,4 km – 07:23:28 – średnie tempo 5:15 min/km
- Razem: 19 godzin 44 minut 42 sekundy

### Pozostałe zawody
- 1. miejsce open – Mistrzostwa Katalonii Ironcat l’Ampolla, Hiszpania 2019 (dystans: 3,8-180–42,2 km – czas: 8:13:43) – rekord trasy i rekord Polski na dystansie Ironman[7]
- 1. miejsce open – Mistrzostwa Katalonii Ironcat l’Ampolla, Hiszpania 2017 (dystans: 3,8-180–42,2 km – czas: 08:29:54) – rekord trasy[8]
- 1. miejsce – Cologne Triathlon Weekend, Kolonia, Niemcy 2017 (dystans: 3,8-180–42,2 km – czas: 08:54:15)[9]
- 1. miejsce open – Ocean Lava Tri Santa Cruz, Teneryfa 2016 (dystans: 1,9-90–21,1 km – czas: 3:48:57) – rekord trasy[10]
- 1. miejsce open – Polskaman Triathlon Wolsztyn 2015 (dystans: 3,8-180–42,2 km – czas: 08:29:40) – rekord Polski[11]
- 1. miejsce – Mistrzostwa Świata Strażaków Challenge Roth Niemcy 2015 (dystans: 3,8-180–42,2 km – czas: 8:50:20)[12]
- 1. miejsce open – Mistrzostwa Polski Seniorów w Bydgoszczy 2014 (dystans: 3,8-180–42,2 km – czas: 9:09:54)[13]

## Kary za doping
W maju 2023 ustanowił nowy rekord świata na dystansie dziesięciokrotnego Ironmana, pokonując dystans w czasie 164 godzin 14 minut i 2 sekund (szybciej o 18 godzin 29 minut i 41 sekund). W lipcu 2023 organizatorzy zawodów w Brazylii poinformowali, że w organizmie Karasia wykryto niedozwolone substancje. Sportowiec stwierdził, że wiedział, iż bierze nielegalną substancję, jednak myślał, iż nie utrzyma się w organizmie do czasu triatlonu. W marcu 2024, podczas zawodów w USA, ponownie wykryto w organizmie Karasia niedozwolone środki, a sportowiec tym razem wyjaśniał, że pozytywny test na doping jest efektem ciągłego utrzymywania się tej samej substancji, którą wykryto osiem miesięcy temu. W grudniu 2024 został po raz kolejny ukarany za ponowne stosowanie dopingu i zdyskwalifikowany na okres ośmiu lat (tym razem się nie tłumaczył i nie odwoływał się od werdyktu). 

## Życie prywatne
W latach 2012–2019 był żonaty z Natalią Ćwik. Od 2020 jest związany z aktorką i celebrytką Agnieszką Włodarczyk, z którą ma syna Milana (ur. 7 lipca 2021). 29 listopada 2023 para wzięła symboliczny ślub w Dubaju, a ceremonia cywilna miała miejsce około miesiąc wcześniej w Polsce, o czym aktorka poinformowała za pośrednictwem swoich mediów społecznościowych.

## Walki freak show fight
Przed pierwszą konferencją do gali Fame 14 federacja typu freak fight – Fame MMA za pomocą mediów społecznościowych ogłosiła Karasia nowym nabytkiem. Na wspomnianej konferencji ogłoszono jego rywala, którym miał być youtuber znany z branży fitness, Adam „AJ” Modzelewski. Pojedynek zaplanowano w formule MMA na termin 14 maja 2022 roku w krakowskiej Tauron Arenie. W dzień drugiej konferencji przed wspomnianą galą portal Super Express poinformował, że z powodu urazu kręgów szyjnych Karaś wypadł z karty walk. W związku z tym nie zawalczył na tej gali.
5 listopada 2022 podczas trwającej gali Fame 16 został ogłoszony jego kick-bokserski pojedynek na przyszłą galę (Fame 17), na której zawalczył z raperem Filipkiem. 3 lutego 2023 zwyciężył walkę jednogłośnie na punkty.
2 września 2023 podczas gali Fame 19 stoczył walkę z influencerem Jakubem Nowaczkiewiczem. Starcie zakontraktowano w formule bokserskiej w rękawicach do MMA. Szermierkę na pięści przegrał jednogłośną decyzją sędziowską.